# Musical di Sailor Moon
I musical di Sailor Moon (セーラームーン・ミュージカル?, Sērā Mūn myūjikaru), più comunemente conosciuti con il nome SeraMyu (セラミュー?, Sērāmyū), sono delle rappresentazioni teatrali che mettono in scena le vicende dei personaggi della serie più famosa creata da Naoko Takeuchi.
In scena dall'estate 1993, i musical rappresentati sono arrivati a 29 nel 2005, superando le ben 800 rappresentazioni e venendo così suddivisi in quattro "stage", ognuno dei quali caratterizzati dall'entrata in scena di una nuova attrice per il ruolo di Sailor Moon.
Gli spettacoli, sponsorizzati dalla famosa casa di produzione giapponese Bandai, vengono riproposti 2 volte nell'arco di un anno (di solito la seconda rappresentazione, ossia la "Kaiteban" presenta alcune modifiche nella storia, nelle canzoni, nei personaggi, ecc.) senza tener conto poi dei vari Fankan.
Anche se gli ultimi spettacoli invernali sono stati messi in scena unicamente presso il Sunshine Theatre di Ikebukuro, i tour estivi toccavano molte cittadine nipponiche registrando il tutto esaurito.
Con Shin Kaguya Shima Densetsu (Kaiteiban) - Marinamoon Final, andata in scena il gennaio del 2005, si è concluso il quarto stage della serie.
In seguito due altri musical riferiti alla quinta stagione sono usciti nei teatri in Giappone l'anno successivo, ed altri musical riferiti a tutte e 5 le stagioni di Sailor Moon sono usciti nei teatri di Tokyo tra il 2012 e il 2016.
In totale sono ben più di 10 i vari Musical di Sailor Moon usciti nel corso degli anni nei teatri in Giappone.
Tra il 2017 e il 2019 un nuovo Musical di Sailor Moon chiamato “Pretty Guardian Sailor Moon - The Super Live" è esibito nei teatri di Tokyo, Kyoto, Hong Kong, Parigi, arrivando persino nei teatri di New York e Washington, infine anche a Broadway (il primo spettacolo teatrale dedicato ad un anime che riesce ad arrivarci). 

## Le storie
Seppur la maggior parte delle vicende narrate ricalchino la trama del manga e dell'anime, spesso con qualche modifica, non mancano storie originali, mai viste né nella versione animata né in quella cartacea.
Ne sono un esempio i musical Kaguya Shima Densetsu e Shin Henshin - Super Senshi e no Michi - Last Dracul Jokyoku in cui le senshi combattono contro vampiri e lupi mannari.
Nel primo e quarto stage, le storie riprendono pressoché le vicende narrate nel manga o nell'anime, anche se tuttavia accade spesso che vi sia una fusione tra le due produzioni o tra le varie serie. Nel musical del 1993, ad esempio, l'idea della relazione tra le quattro guardian senshi e i quattro shitennou del Regno delle Tenebre, è ispirata ad un'illustrazione dell'autrice, mentre in Tanjou! Ankoku no Princess Black Lady, e Usagi si trasforma in Eternal Sailor Moon e Chibiusa nella perfida Black Lady, un'evidente fusione quindi tra quinta e seconda stagione della saga.

## Costumi e trovate sceniche
Per molti uno dei punti dolenti degli spettacoli sono i costumi. Sono solitamente sgargianti e molto elaborati, arrivando al punto di rendere goffi e impacciati i movimenti delle guerriere che li indossano.
Col passare del tempo, e soprattutto con l'aumentare del budget a disposizione, i costumi e gli oggetti di scena sono migliorati notevolmente. Già nel secondo stage sono evidenti le modifiche apportate, fino ad arrivare al quarto ed ultimo stage in cui i costumi sono molto differenti rispetto alle prime edizioni.
Una trovata che diverte soprattutto il pubblico più giovane è l'uso di corde agganciate ai costumi, per mezzo delle quali i personaggi possono eseguire voli e salti sulla scena. Si può così vedere, ad esempio, Super Sailor Moon uscire di scena per poi rientrarvi dall'alto trasformata in Eternal Sailor Moon, pronta a sconfiggere il nemico finale.
Per gli attacchi, dopo il primo musical in cui venivano utilizzate delle vere bolle di sapone per Mercury o un piccolo petardo per simulare l'attacco di fuoco di Mars, è stata optata la scelta di usare le semplici luci dei riflettori di scena per simularli.
Per risolvere il problema delle trasformazioni invece, accade spesso che mentre le guerriere gridano la classica formula di trasformazione, le luci si spengono e parte una canzone che dia il tempo alle attrici di cambiarsi d'abito.
Curioso invece il fatto che nei musical dedicati alla serie "SuperS" si è deciso di proiettare su un apposito maxi-schermo posto al centro della scena, delle vere e proprie trasformazioni con tanto di effetti in CG.

## Le canzoni
Come ogni musical che si rispetti, anche nei SeraMyu, i personaggi si esibiscono in esecuzioni canore volte a sottolineare ciò che sta accadendo nella storia. Non sono rari i duetti tra Usagi e Mamoru o tra Sailor Uranus e Sailor Neptune, o le canzoni utili a delineare il carattere o l'azione di un personaggio, come ad esempio Forbidden Hades per Sailor Pluto, And believe in all per Tuxedo Kamen, Honoo no messenger per Sailor Mars e così via. Notevole importanza hanno ovviamente anche le canzoni usate per la battaglia finale.
In ogni musical viene usata come pezzo di chiusura (Curtain call) il pezzo La soldier che nel corso degli anni è diventata la canzone emblema delle rappresentazioni.
Tutte le canzoni sono raccolte in 13 CD ai quali si aggiungono cinque edizioni speciali, quattro eternal edition e tre OST.
I musical sono invece stati pubblicati sia in VHS che in DVD, compresi i cofanetti da collezione.

## I Kaiteiban
Come già accennato, i kaiteiban ("versione rivisitata'") sono un altro aspetto dei musical.
Di solito i nuovi spettacoli sono presentati in estate per poi essere riproposti in versione riveduta e corretta, in inverno.
Seppur nella trama della storia resta invariato, alcune parti di essa subiscono piccole modifiche. Può così capitare che alcuni nemici in questa "nuova" versione muoiano definitivamente o tornino sulla retta via, oppure che alcuni attori si trovino a interpretare altri ruoli o, in caso abbiano lasciato lo show per seguire nuove strade lavorative, tornino per un cameo.
Anche le canzoni sono soggette a revisitazioni, seppur in maniera non radicale: possono essere cantate da personaggi diversi o essere leggermente diverse nei testi.

## Gli 'stage'
I musical sono divisi in diversi stage, ognuno dei quali caratterizzati dall'entrata in scena di una nuova attrice incaricata di interpretare il ruolo principale di Sailor Moon.
La suddivisione ufficiale degli stage da parte dei produttori degli spettacoli, consiste in tre stage (il primo va dall'estate 1993 all'inverno 1998, il secondo dall'estate 1998 sino all'inverno 2004, il terzo dall'estate 2004 all'inverno 2005), ma per la maggior parte dei fan gli stage sono 4 e corrispondono alle diverse Moon.

### Primo Stage
La parte di Sailor Moon è affidata ad Anza Ōyama, la prima e la più longeva attrice che abbia interpretato il ruolo della protagonista della serie. In questo stage le storie narrate ricalcano quasi fedelmente le vicende trattate nel manga e nell'anime anche perché è stato l'unico che andava di pari passo con entrambe le produzioni. Ayako Morino è stata l'attrice che ha interpretato per più tempo il ruolo di Sailor Mercury, recitando quindi per tutto il primo stage con Anza.
Il primissimo musical oltre ad essere caratterizzato dall'essere il più corto in assoluto (dura solo 1 ora e 17 minuti circa) è stato l'unico in cui appaiono per la prima ed unica volta anche Luna e Artemis, interpretati rispettivamente da Tomoko Ishimura e Keiji Himeno, e la professoressa Haruna, da Kasumi Hyuuga.
| Periodo        | Nome traslitterato                                                    | nome originale                                                  | Traduzione                                                                     | Numero di spettacoli | Data                    |
| -------------- | --------------------------------------------------------------------- | --------------------------------------------------------------- | ------------------------------------------------------------------------------ | -------------------- | ----------------------- |
| Estate 1993    | Sailor Moon - Gaiden Dark Kingdom Fukkatsu Hen                        | セーラームーン外伝 ダーク・キングダム復活篇                     | Una storia alternativa: il ritorno del Dark Kingdom                            | 29 (1~29)            | 11/08/1993 - 29/08/1993 |
| Inverno 1994   | Sailor Moon - Gaiden Dark Kingdom Fukkatsu Hen [Kaiteiban]            | セーラームーン 外伝 ダーク・キングダム復活篇（改訂版）          | Una storia alternativa: il ritorno del Dark Kingdom [Revisitazione]            | 35 (30~64)           | 23/12/1993 - 05/01/1994 |
| Primavera 1994 | Sailor Moon Super Spring Festival                                     | 美少女戦士セーラームーン スーパースプリング・フェスティバル     | Sailor Moon Super Spring Festival                                              | 21 (65~85)           | 19/03/1994 - 6/04/1994  |
| Estate 1994    | Sailor Moon S - Usagi Ai no Senshi e no Michi                         | うさぎ・愛の戦士への道                                          | Usagi - La strada per diventare la guerriera dell'amore                        | 35 (85~120)          | 26/07/1994 - 25/08/1994 |
| Inverno 1995   | Sailor Moon S: Henshin - Super Senshi e no Michi                      | 変身・スーパー戦士への道                                        | Trasformazione - La strada per diventare una Super Guerriera                   | 21 (121~141)         | 28/12/1994 - 16/01/1995 |
| Primavera 1995 | Sailor Moon S: Henshin - Super Senshi e no Michi [Kaiteiban]          | 変身・スーパー戦士への道（改訂版）                              | Trasformazione - La strada per diventare una Super Guerriera [Revisitazione]   | 12 (142~153)         | 26/03/1995 - 06/04/1995 |
| Estate 1995    | Sailor Moon SuperS - Yume Senshi - Ai - Eien ni.                      | 美少女戦士セーラームーンスーパーズ 夢戦士・愛・永遠に…          | Le guerriere dei sogni - L'amore è eterno.                                     | 37 (154~190)         | 25/07/1995 - 30/08/1995 |
| Primavera 1996 | Sailor Moon SuperS - Yume Senshi - Ai - Eien ni. Saturn Fukkatsu Hen! | 夢戦士・愛・永遠に…サターン復活篇!                              | Le guerriere dell'amore - L'amore è eterno... La storia del ritorno di Saturn! | 15 (191~205)         | 24/03/1996 - 31/03/1996 |
| Primavera 1996 | Sailor Moon SuperS Special Musical Show                               | 美少女戦士セーラームーンスーパーズ スペシャルミュージカルショー | Sailor Moon SuperS Special Musical Show                                        | 64 (206~269)         | 27/04/1996 - 09/06/1996 |
| Estate 1996    | Sailor Moon Sailor Stars                                              | セーラームーン セーラースターズ                                 | Sailor Moon Sailor Stars                                                       | 43 (270~312)         | 05/08/1996 - 30/08/1996 |
| Inverno 1997   | Sailor Moon Sailor Stars [Kaiteiban]                                  | セーラームーン セーラースターズ (改訂版〉                       | Sailor Moon Sailor Stars [Revisitazione]                                       | 21 (313~333)         | 28/12/1996 - 12/01/1997 |
| Estate 1997    | Sailor Moon - Eien Densetsu                                           | セーラームーン 永遠伝説                                         | Una leggenda eterna                                                            | 31 (334~364)         | 25/07/1997 - 18/08/1997 |
| Inverno 1998   | Eien Densetsu (Kaiteiban) - The Final First Stage!!                   | 永遠伝説［改訂版］ - The Final First Stage!!                    | Una leggenda eterna [Revisitazione] - The final First Stage!!                  | 18 (365~382)         | 05/02/1998 - 16/02/1998 |

### Secondo Stage
Usagi Tsukino è interpretata da Fumina Hara, la Moon meno longeva, con solo due spettacoli.